# Henley Royal Regatta
Henley Royal Regatta är ett roddevenemang som anordnas varje år på Themsen vid staden Henley-on-Thames, England. Regattan kallas ibland för Henley Regatta, vilket var namnet innan tävlingen kom under kungligt beskydd. På ungefär samma sträcka rors även tre andra separata tävlingar (Henley Women's Regatta, Henley Veterans Regatta och Henley Town & Visitors Regatta).
Regattan varar i fem dagar (onsdag till söndag) den första helgen i juli. Loppen är direkta utslagstävlingar där båtarna möts två och två, banan är 2 112 meter lång (1 engelsk mil och 550 yards). Tävlingen utövar även stor attraktionskraft på utombrittiska roddare och roddlag. Mest prestigefull sägs Grand Challenge Cup vara, där består besättningen i de tävlande båtarna av åtta (manliga) roddare med styrman.